# Come Find Yourself
Come Find Yourself è il primo album in studio del gruppo musicale statunitense Fun Lovin' Criminals, pubblicato il 20 febbraio 1996.

## Tracce
1. The Fun Lovin' Criminal – 3:13
2. Passive/Aggressive – 3:33
3. The Grave and the Constant – 4:47
4. Scooby Snacks – 3:05
5. Smoke 'Em – 4:46
6. Bombin' the L – 3:51
7. I Can't Get with That – 4:25
8. King of New York – 3:47
9. We Have All the Time in the World – 3:41
10. Bear Hug – 3:28
11. Come Find Yourself – 4:20
12. Crime and Punishment – 3:20
13. Methadonia – 4:06
14. I Can't Get with That (Schmoove Version) (bonus track) – 5:34
15. Coney Island Girl (bonus track) – 1:28